# Deuteronomista
Deuteronomista, de modo geral, refere-se a um movimento teológico, ou reforma cúltica, iniciado, possivelmente, na época do rei Josias, com o propósito de retomada à obediência à Lei de Moisés, com forte ênfase no fim da idolatria, isto é, adoração a outros deuses, que havia tomado lugar comum no antigo Reino de Israel. Tal hipótese tem suas bases na narrativa de 2 Reis 22-23, que narra a misteriosa descoberta do livro da Torá (Lei) pelo sumo sacerdote Hilquias enquanto vasculhava o Templo abandonado. Com base neste relato e em seus desdobramentos, bem como as primeiras palavras de Deuteronômio, “Estas são as palavras que Moisés falou a todo o Israel …”, (ARC, ch 1:1) várias hipóteses nasceram. A indagação sobre a origem e a legislação do Livro do Deuteronômio, propondo que tal teria sido escrito não por Moisés, como sugere a tradição judaico-cristã (veja Pentateuco), mas posteriormente. Tal redação teria seu início nos tempos do rei Josias, como aporte às reformas promovidas no seu período, e, no futuro, ainda teria acréscimos e correções feitas pelo redator (ou um grupo), que teria sido responsável também pela compilação dos livros históricos que o seguem: Josué, Juízes, Samuel e Reis.
Esta visão histórico-crítica sobre os livros históricos, ou "profetas anteriores", que os enxerga como uma compilação, ou organização, feita durante ou após Exílio Babilónico, com base em diversas narrativas anteriores distribuídas ao longo do tempo, é denominada Obra Histórica Deuteronomista (OHDtr), ou somente, História Deuteronomista. Seu conteúdo, visto em unidade, apresenta a Aliança com Deus, as bênçãos decorrentes da obediência, bem como as maldições iminentes da desobediência (Deuteronômio); a necessidade de reforçar a Lei e de encucar as novas gerações, em vista de uma geração infiel (Josué); o grande esforço de retomada e o ciclo decadente de infidelidade do homem (Juízes); e a instituição da monarquia como última esperança, mas que fracassa ainda assim, que resultará no Exílio e na Queda de Jerusalém (Samuel e Reis).